# .me
‎.me‏ دامنه اینترنتی اختصاص داده شده به مونته‌نگرو است. 
پیش از این ‎.yu‏ دامنه اینترنتی صربستان و مونته‌نگرو بود که پس از تقسیم این جمهوری به دو بخش صربستان و مونته‌نگرو، این دامنه برای مونته‌نگرو در نظر گرفته شد.

### استفاده‌های دیگر
بیشتر دامنه‌های .me به منظور معنای آن‌ها در ترکیب با افعال و اسامی انگلیسی خریداری شده اند.
همچنین .me می‌تواند مخففی برای کلمهٔ Middle East به معنای «خاورمیانه» و ایالت مین آمریکا نیز باشد. این دامنه برای وبسایت‌های شخصی نیز استفاده می‌شود.

### دامنه‌های ویژه
زیردامنه‌های .me به طور معمول می‌بایست طولی بین ۳ تا ۶۳ کاراکتر داشته باشند، اما استثنائاتی نیز برای بعضی دامنه‌های ویژه با هدف کوتاه‌کنندگی لینک وجود داشته است:
فیس‌بوک (fb.me)
گوگل پلاس (g.me)
گوددی (go.me)
پیام‌رسان فیس‌بوک (m.me)
پروتون‌میل (pm.me)
تلگرام (t.me)
وایبر (vb.me)
وی‌کی (vk.me)
واتس‌اپ (wa.me)
وردپرس (wp.me)